# Bruja tonta
Winsome Witch, conocida en castellano como «La Bruja Tonta» (en España), «La Tonta Bruja» o «Brujilda» (en Hispanoamérica); es un personaje de dibujos animados creado por los Estudios de animación Norteamericana Hanna-Barbera. Sus aventuras fueron emitidas por la cadena de televisión estadounidense NBC el 2 de octubre de 1965, dentro del programa infantil de dibujos animados El show del Inspector Ardilla.

## El personaje
- La Bruja tonta o La tonta bruja o Brujilda, en español (Winsome Witch o Winnie, en inglés) es una bruja vieja, de estatura medio-baja para una mujer y de constitución robusta. Winnie viste vieja blusa azul de amplia manga desgastada y falda que lleva subida por encima de la cintura y le llega por debajo del pecho, la falda es de color azul oscuro y raida. *Sobre su cabeza de la que se derrama pelambrera pelirroja despeinada lleva un sombrero de color azul marino, viejo de pico largo y ala ancha, que está doblado en su parte superior y está adornado con un lazo en su parte frontal. Lleva calzas y botines de media caña negros y suele ir acompañada de su escoba.

- Su cara es redonda y suele lucir una sonrisa afable, pues suele gozar de un humor excelente. Al contrario que la mayoría de sus congéneres, Winnie es una buena bruja. Cada vez que hace una magia o hechizo lanza su famoso estribillo: ¡¡Pipati, pipati... pauu!!

## Doblaje
- La Bruja Tonta fue doblada en su versión original en inglés por Jean Van der Pyl, dobladora de Vilma de los Picapiedra;[1] y en español, por la actriz Eugenia Avendaño, dobladora de Betty Mármol[2]

## Los episodios
- La serie de la Bruja tonta comenzó a ser emitida por la cadena de televisión estadounidense NBC el 2 de octubre de 1965[3] dentro del programa infantil de dibujos animados el Show de la Ardilla Detective (The Secret Squirrel Show), de media hora de duración; donde compartía espacio con las series del Inspector Ardilla y del Pulpo Manotas.

- Esta es la relación de los episodios con su título original y traducido y una breve sinopsis de los mismos.

1. Viajando con la escoba (Have Broom Will Travel): Winnie tendrá que ejercer de canguro de dos gemelos tremendos, pero los engaños de estos no se pueden comparar con la magia de la bruja. Para sorpresa de los padres cuando llegan, los gemelos les piden que Winnie sea su canguro para siempre.
2. Príncipe cachorro (Prince Of A Pup ): La Reina mala convence a Winnie de que le dé la manzana a Blancanieves y la dama del cuento se duerme. Winnie que no se cree la mala intención de la Reina come de la manzana y también cae en un profundo letargo, del que no despertará hasta que la bese un príncipe. Sin embargo tiene la suerte de que un perro de nombre "príncipe" le lame la cara y se despierta. Pensando que ha sido el Príncipe quien la ha despertado, lo persigue. Pero este despierta a Blancanieves y después de que ella acuse a Winnie de haber intentado envenenarla, el príncipe es quien acaba persiguiéndola a ella, pero no para darle un beso precisamente.
3. Operación cambio de escoba (Operation Broom Switch): Dos espías le cambian a Winnie su escoba mágica por otra común, pero después de mucho intentar usarla, al final vuelven cansados con ella pidiéndole a Winnie que les enseñe a utilizarla. Winnie en principio parece avenirse a darles clases de vuelo pero al final los convierte en ranas.
4. El caso de Hansel y Gretel (The Hansel & Gretel Case): Dos niños perdidos en el bosque llegan a casa de Winnie. Estos dicen llamarse Hansel y Gretel y sin permiso se llevan la escoba de la bruja. Y se la llevan a su casa escondiéndola en el patio. Después le cuentan a su madre que han estado en la casa de una bruja, pero su madre no les cree. Por eso ellos le quieren enseñar la escoba pero esta ya ha sido recuperada por Winnie y no está.
5. La pequeña gran Liga (The Little Big League): El bateador de la liga infantil esta enfermo y Winnie decide sustituirlo. Pero lo hace tan bien que los ojeadores de un equipo de béisbol juvenil le ofrecen un contrato pero ella ve que los que se lo ofrecen tan solo piensan en ellos y no en los componentes de su equipo, por ello desaparece y se vuelve con los niños.
6. La maestra Winnie (Schoolteacher Winnie): Winnie ve una escuela donde los niños son tan traviesos que han hecho huir a la maestra espantada, por ello decide dar las clases ella con su magia y ponerlos en su sitio. Una vez domados, la maestra vuelve a una clase tranquila con ansias de aprender.
7. La Caperucita Roja buena (Good Red Riding Hood):  Caperucita Roja visita a Winnie de camino a la casa de su abuelita. Winnie la avisa del peligro del Lobo. Sabiendo que el Lobo  desviará a Caperucita por un camino más largo. Winnie vuela a casa de la Abuelita con su escoba y se intercambia con ella. Cuando llega el Lobo e intenta atrapar a la abuela Winnie con sus encantamientos y su escoba le da una soberana paliza. Cuando por fin llega Caperucita, el Lobo está recuperándose de los palos recibidos en la cama de la Abuelita.
8. El bebé de Winnie (Winnie's Baby): Una cigüeña le hace entrega a Winnie de un bebé sin remite. Winnie lo bautiza con el nombre de Spooky y lo cuida con sus encantamientos.
9. Cenicienta (How Now Cinderella ): Dos niños se refugian en casa de Winnie durante una tormenta. Mientras ésta pasa, Winnie les explica cómo ayudó a la Cenicienta siendo su hada madrina.
10. La escoba quiere zumbar (Have Broom Will Zoom): Unos extraterrestres capturan a Winnie y se la llevan a su planeta. Ante todo quieren estudiar su escoba para usarla en la invasión de la tierra. Winnie empezará a usar su magia y los extraterrestres deciden dejarlo todo como está.
11. La Sheriff Winnie (Winnie The Sheriff): Winnie se toma unas vacaciones en un pueblo del Oeste de los Estados Unidos. En el Barranco del Jorobado hacía años que no veían a una mujer tan hermosa. Pero en cuanto llega el Letal Dalton y su banda,  los hombres del pueblo desaparecen aterrados, dejando a Winnie sola ante el peligro. Winnie no se inmuta y le da una lección al pistolero y a su banda. Pero antes de que regresen los hombres, se marcha, no sin enviarles una diligencia llena de mujeres.
12. Bienvenido Wagging (Welcome Wagging): Winnie siente lastima de un pequeño perro abandonado y le busca un hogar, pero al parecer de los tres hogares en los que lo ha dejado ninguno le ha gustado por lo que al final decide quedárselo ella.
13. ¡Largo! espía (Shoo[4]-Spy): El Pentágono alista a Winnie para detener al malvado Doctor Zero. Winnie lo localiza y se enfrenta contra el con su magia, repeliendo sus ataques. Al final le convence de que abandone sus maléficos planes.
14. (Wolfcraft Vs. Witchcraft): Los tres cerditos llaman a la puerta de Winnie para que ésta les ayude con el Lobo Feroz que les está atacando. Winnie sin dudarlo les echa una mano. El Lobo entonces intenta aprender y usar también hechizos pero estos se vuelven contra él y sale lastimado. Winnie, se compadece del Lobo y le ayuda. El lobo entonces se vuelve bueno.
15. ¡Vamos! cazador (Tallyho[5] The Hunter): Winnie decide proteger a los animales de los cazadores.
16. Gancho (Witch Hitch): Un platillo volante está atacando la Casa Blanca. El alien que lo controla quiere demostrar que su raza es superior a la terrícola. Winnie viaja allí y le demuestra al alien que no contaba con ella. El alien tiene que volverse a casa.
17. El problema del Patito Feo (Ugly Duckling Trouble): Winnie salva de la muerte a un patito feo que se ha lanzado desde un acantilado. Pero el pato sólo desiste de su empeño cuando Winnie le promete que le convertirá en otro animal que no sea un pato. Winnie lo convierte en infinidad de animales, sin embargo, el pato no se encuentra a gusto en el cuerpo de ninguno de ellos. Al final Winnie lo convierte en un animal que hace al patito enormemente feliz. Un pato.
18. (Witch Witch is Witch): Winnie hace de canguro con dos niños pero se duerme antes que ellos. Así estos despiertos le cogen la varita mágica y juegan con ella, hasta que al fin se convierten en gorilas, pero después no recuerdan cómo pueden volver a la normalidad. Por fortuna la escoba de Winnie, despierta a la bruja antes de que los padres lleguen y deshace el entuerto.
19. El buen pequeño escolta (Good Little Scout): Tom Thumb está triste porque el resto de los escoltas no quiere salir de acampada con él porque es muy pequeño. Winnie decide irse de acampada con él y de paso con un poco de su ayuda, hace que rescate a sus compañeros de una balsa que está a punto de caer por una cascada. Tom entonces es nombrado líder del grupo y tratado como todo un héroe.
20. Potaje (Potluck): Winnie acepta un puesto de camarera en un café. Allí prepara una sopa a base de huesos de dinosaurio y telarañas espantando a toda la clientela.
21. Mininoman (Pussycat Man): La policía requiere a Mininoman para que atrape al célebre bandido el Pensador. Winnie fan de Mininoman piensa que es una buena ocasión para encontrarse con él y va en su busca, pero accidentalmente tropieza con él y lo deja inconsciente. Sabiendo que Mininoman tenía que impedir los robos del Pensador, decide intervenir y suplantar a su héroe. Captura al Pensador con su magia y después convence a Mininoman que ha sido él quien lo ha conseguido.
22. La Sheriff Winnie II (Sheriff Winnie): Winnie se estrella en un pueblo del oeste y el alcalde la nombra Sheriff, para que le pare los pies a Burns Caracepillo. Winnie impide el robo del banco, el del tren y el de la diligencia. Burns viendo que nada puede hacer contra la Sheriff, decide cambiar de vida y empieza a perseguir a Winnie para casarse con ella.
23. La brujita Winnita (Wee Winnie Witch): Winnita, la sobrina de Winnie, llega para pasar unos días con su tía pero resulta ser una niña traviesa y desobediente. Al final Winnie tendrá que tomar una dura determinación.
24. Perro de mar (Sea Dogged): El diabólico capitán de un barco de Shanghái, intenta someter a su voluntad a Winnie, pero esto es insuficiente para la magia de la bruja, que hunde el barco y pone al capitán a disposición de las autoridades.
25. (Wild Wild Witch): Un tornado transporta a Winnie a la tierra de los brujos, donde reina el Brujo Salvaje. Siguiendo un camino llega hasta el Castillo brujo. Cuando encuentra al Brujo Salvaje descubre que bajo su toga se esconde un minúsculo hombrecillo con zancos que ni siquiera sabe hacer bien sus trucos. Por ello la bruja Winnie le encuentra un buen trabajo en televisión como el mago más divertido del mundo.
26. Hollywood o fracaso (Hollywood Or Busted):  Winnie recibe como premio de un concurso de jabones Acme, una cita con el famoso actor Roger Glamour, pero es un engaño, porque la cita es con Roger Moore. Sin embargo en su vuelo Winnie cambia su cita con la azafata para salir con Frankenstein.

Algunos de estos capítulos basan su argumento en los cuentos clásicos de la literatura infantil.